# رچنوی
رچنوی (به لاتین: Rechnoy) یک منطقهٔ مسکونی در روسیه است که در استان آرخانگلسک واقع شده‌است.